# NGC 635
NGC 635 (другие обозначения — MCG -4-5-2, IRAS01359-2310, PGC 6062) — галактика в созвездии Кит.
Этот объект входит в число перечисленных в оригинальной редакции «Нового общего каталога».
В поиске по Wikisky галактика помечена как PGC 6062.